# Ransom E. Olds
Ransom Eli Olds (ur. 3 czerwca 1864 w Geneva, zm. 26 sierpnia 1950 w Lansing) – amerykański inżynier i przedsiębiorca, założyciel przedsiębiorstwa Oldsmobile.

## Życiorys
Ransom E. Olds urodził się 3 czerwca 1864 w Geneva w stanie Ohio. Był najmłodszym dzieckiem kowala Pliny’ego Fiska Oldsa i Sarah Whipple Olds, miał trzech braci i siostrę. Jego ojciec zajmował się budową i naprawą silników parowych. Ransom pomagał ojcu w pracy w jego warsztacie, a w młodości bawił się silnikami spalinowymi. W 1887 zbudował swój pierwszy samochód − trójkołowy pojazd zasilany silnikiem parowym o maksymalnej prędkości 18 mil na godzinę. Początkowo rodzina mieszkała w Geneva, ale gdy Olds miał 22 lat przeniosła się do Lansing, gdzie ojciec otworzył duży warsztat. Olds rzucił szkołę, ale wkrótce potem podjął naukę w Lansing Business College. W 1893 roku rodzinna firma sprzedała czterokołowy samochód parowy klientowi w Indiach – był to pierwszy amerykański samochód sprzedany za granicę, jednakże statek wiozący produkt zatonął i klient nigdy nie otrzymał swojego zamówienia.
Już 1886 roku Olds otrzymał swój pierwszy patent na samochód zasilany benzyną i zaczął planować ich produkcję. W 1896 roku zaczął sprzedawać własne jednocylindrowe i czterotaktowe silniki, a w 1897 roku przekształcił warsztat ojca w firmę Olds Motor Vehicle Company oraz uruchomił firmę Olds Gasoline Engine Works. Produkcja aut nie udała się, ale produkcja silników okazała się sukcesem. W 1899 roku Olds zdobył wsparcie finansowe Samuela L. Smitha do utworzenia Olds Motor Works i przeniósł się do Detroit, gdzie zaprojektował oraz rozpoczął produkcję popularnych aut Oldsmobile Curved Dash. Wnoszący do przedsięwzięcia środki finansowe Smith został prezesem firmy, a Olds wiceprezesem i dyrektorem generalnym. Dzięki niskiej cenie, łatwemu montażowi i modnemu wyglądowi, model sprzedawał się w dużych ilościach. W pierwszych pięciu latach funkcjonowania firma sprzedała ponad 5000 aut, czyniąc Oldsmobile’a najlepiej sprzedającą się marką aut w Stanach Zjednoczonych. W 1901 Olds wynalazł i jako pierwszy wykorzystywał w produkcji linię montażową, którą także opatentował. Znany jako twórca linii montażowych Henry Ford uruchomił swoją dopiero w 1907, jednak jego konstrukcja była daleko bardziej wydajna niż linia montażowa Oldsa.
Kiedy wspólnik zaczął domagać się produkcji droższych aut, Olds sprzedał prawie wszystkie udziały w swojej firmie i założył nazwaną od swoich inicjałów REO Motor Car Company. REO szybko stało się liderem rynku, ale gdy powstało General Motors, Olds utracił pozycję na rzecz konkurencji. Olds kierował firmą do 1915 roku, a potem zasiadał w radzie nadzorczej. Był związany z firmą aż do przejścia na emeryturę w 1936 roku. W 1915 roku Olds założył Ideal Power Lawn Mower Company.
Zmarł 26 sierpnia 1950 roku w Lansing i został pochowany na tamtejszym Mt. Hope Cemetery.

### Życie prywatne
Żonaty z Mettą Ursulą Woodward Olds, miał trzy córki i syna.